# Giuseppe Pisati
Giuseppe Pisati (Pavia, 1842 – Roma, 1891) è stato un fisico italiano.

## Biografia
Fu professore di fisica sperimentale nell'Università di Palermo, poi di fisica tecnica nella Scuola d'applicazione per gli ingegneri di Roma. Dal 1891 fu socio corrispondente dell'Accademia delle scienze di Torino e socio corrispondente dell'Accademia nazionale dei Lincei. Nel 1877 fu membro della Commissione Superiore dei Pesi e delle Misure e ricevette l'incarico della comparazione tra i campioni di misura italiani e i campioni francesi, custoditi a Sèvres.
Con Enrico Pucci, titolare della cattedra di geodesia a Roma, nel 1882 ricevette dall'Accademia dei Lincei fu premiato per una serie di esperienze sulla gravità, riassunte nello scritto Sulla lunghezza del pendolo a secondi (1887). Pisati fu uno dei pionieri italiani della geofisica e partecipò alle campagne talassografiche promosse nel 1883 e nel 1881 dall'Ufficio idrografico della Marina Militare: una nel Mediterraneo occidentale, l'altra nel Mediterraneo orientale. Fu vicepresidente onorario, con Pietro Blaserna, del Circolo Fisico di Roma che lo commemorò, con una relazione letta da Alfredo Ascoli, il 29 novembre 1891 nell'aula magna dell'Istituto di Fisica dell'Università di Roma.

### Attività
Oltre alle sue ricerche di chimica fisica, di fisica tecnica, sull'elasticità e la tenacità dei metalli a diverse temperature, si occupò dello studio della gravità e della determinazione del valore dell'accelerazione di gravità g. Per quanto concerne la geofisica, durante la sua partecipazione alle campagne talassografiche, studiò l'abbondante materiale raccolto e, con particolare riferimento alla densità dell'acqua marina, ideò e realizzò innovativi metodi e strumenti di misura.

### Articoli
In particolare, sul Nuovo Cimento, pubblicò due importanti articoli di fisica tecnica, Sulla tenacità del ferro a diverse temperature e Sulla elasticità dei metalli a diverse temperature. In collaborazione con Giuseppe Poloni, scrisse un articolo su Sperienze sulla capillarità dell'acqua.